# Naissance en 1492
Naissance
- 1488
- 1489
- 1490
- 1491
- 1492
- 1493
- 1494
- 1495
- 1496

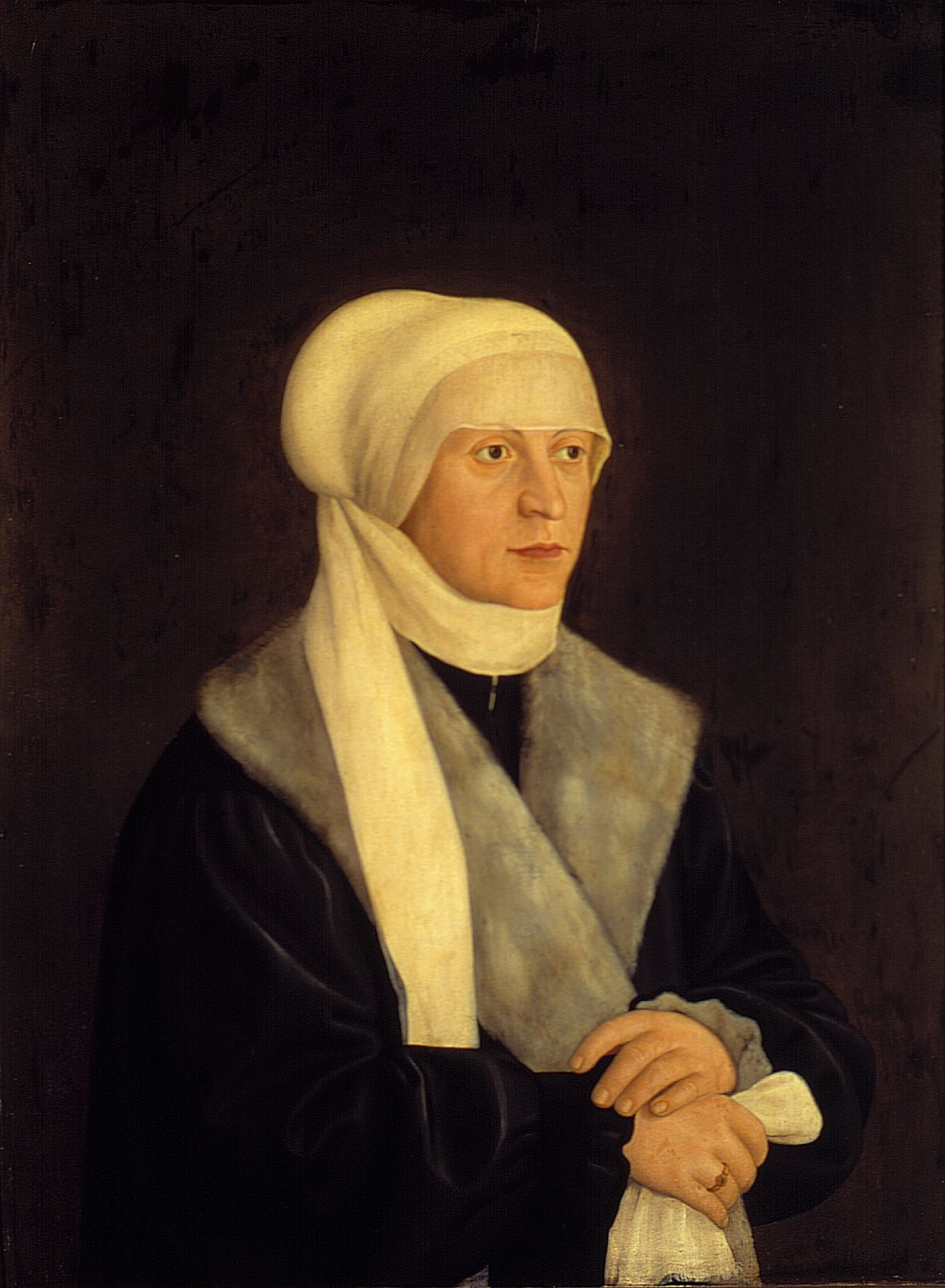
Sabine de Bavière, née en 1492.

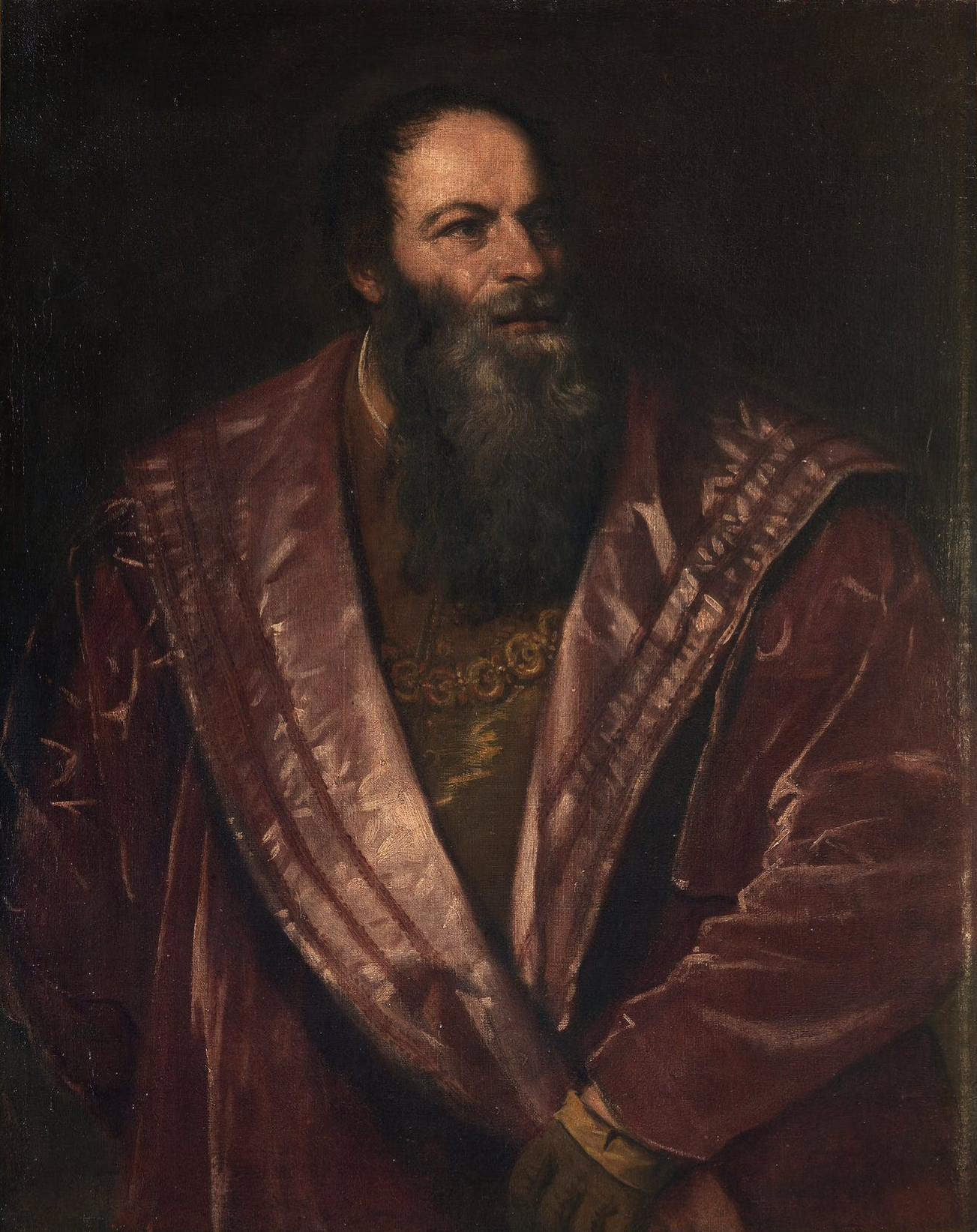
Pierre l'Arétin, né en 1492.

Cette page dresse une liste de personnalités nées au cours de l'année 1492 :
- 1er janvier : Silvestro Ganassi, musicien et théoricien vénitien.
- 7 janvier : Diomede Carafa, cardinal italien.
- 22 janvier : Béatrice de Bade, margravine de Bade et comtesse Palatine de Simmern.
- 4 mars : Francesco Layolle, compositeur et organiste florentin.
- 6 mars : Jean Louis Vivès, théologien, un philosophe et un pédagogue.
- 9 mars : John Brydges, parlementaire anglais.
- 15 mars : Anne de Montmorency, connétable de France.
- 21 mars :  Jean II de Palatinat-Simmern, comte palatin.
- 6 avril : Maud Green,  mère de Catherine Parr, épouse de Henri VIII.
- 10 avril : Vincenzo Tamagni, peintre italien († 1530).
- 11 avril : Marguerite de Navarre, duchesse de Berry puis reine consort de Navarre.
- 12 avril : Ambrosius Blarer, ecclésiastique allemand.
- 20 avril : Pierre l'Arétin, écrivain et dramaturge italien.
- 24 avril : Sabine de Bavière, duchesse consort de Wurtemberg.
- 26 avril : Philippe Ier de Nassau, comte de Nassau-Wiesbaden et de Nassau-Idstein.
- 8 mai : André Alciat, jurisconsulte et écrivain italien.
- 2 juillet : Élisabeth Tudor, deuxième fille d'Henri VII d'Angleterre et de son épouse Élisabeth d'York.
- 1er août : Wolfgang d'Anhalt-Köthen, prince de la maison d'Ascanie.
- 8 août : Matteo Tafuri (it), philosophe et médecin italien.
- 4 septembre : Juan de Vergara, humaniste espagnol.
- 5 septembre : Andrew Judde (en), lord-maire de Londres.
- 12 septembre : Laurent II de Médicis, duc italien.
- 29 septembre : Chamaraja Wodeyar III (en), 5e raja de l'État de Mysore.
- 1er octobre : Georg Rörer, réformateur luthérien et un pasteur de Bavière.
- 11 octobre : Charles-Orland, dauphin de France.
- 30 octobre : Anne d'Alençon, marquise de Montferrat.
- 12 novembre : Johann Rantzau, général danois.
- 27 novembre : Donato Giannotti, écrivain et politique italien.
- 11 décembre : Jean-Louis de Hagen, prince-électeur et archevêque de Trèves sous le nom de Jean IV.

- Date inconnue :
- ‘Abd al-Wahhab ibn Ahmad al-Sha‘rānī, fondateur de l'Ordre Sha‘raniyya.
- Geronimo Albertino (it), noble italien.
- Michelangelo Anselmi (lo Scalabrino), peintre italien maniériste de l'école de Parme.
- Agostino Pinelli Ardimenti, 59e doge de Gênes.
- Francesco Beccaruzzi, peintre italien.
- Johannes Buteo, ou Jean Buteo, mathématicien français.
- Philippe Chabot, amiral de France, seigneur de Brion et d'Aspremont.
- Cyrille, métropolite de Moscou et de toute la Russie.
- Julie d'Aragon (it), noble italienne.
- Giovanni Maria da Crema, ou Joannes Maria Cremens, compositeur et luthiste italien († 1550).
- Galeazzo dagli Orzi (it), poète italien.
- Renaud III de Brederode, seigneur de Brederode et Vianen et bourgmestre d'Utrecht.
- François de Brunswick-Wolfenbüttel, évêque élu de Minden.
- Pedro Gómez de Don Benito (en), noble espagnol et conquistador.
- Giovanni Francesco Della Rovere (it), religieux italien.
- Cristóbal de Mena (it), noble espagnol.
- Hermann de Neuenahr, ecclésiastique, homme d'État et humaniste allemand.
- Francisco de Osuna, franciscain de l'Observance, théologien, prédicateur et auteur de guides spirituels.
- Theodor Dorsten, botaniste et médecin allemand.
- Wilhelm Frölich, colonel général des Gardes suisses.
- Donato Giannotti, homme politique, écrivain et dramaturge italien.
- Sébastien Gryphe, imprimeur-libraire français
- Amago Kunihisa, daimyo de l'époque Sengoku de l'histoire du Japon.
- Giovann'Antonio Lappoli,  peintre florentin († 1552).
- Hirate Masahide, samouraï au service du clan Oda.
- Gysbrecht Mercx, poète en néerlandais.
- Simone Mosca, sculpteur et un architecte italien.
- Kunishi Motosuke, samouraï au service du clan Mōri.
- Mōri Okimoto, daimyo de l'époque Sengoku de l'histoire du Japon.
- Laura Orsini (it),  fille de Giulia Farnèse et possiblement du pape Alexandre VI.
- Domenico Puligo, peintre florentin († 27 septembre 1527).
- Jean III Radziwiłł, vice échanson de Lituanie, staroste de Samogitie.
- Adam Ries, mathématicien allemand.
- Bernardo Salviati, cardinal, évêque de Clermont.
- Hans Schwarz (en), sculpteur allemand.
- Giovanni Antonio Sogliani, peintre italien († 15 juillet 1544).
- Wernher Steiner (en), chroniqueur de Zoug.
- Sten Sture le Jeune, administrateur du royaume ou régent de Suède.
- Catherine Telegdi (en), noble hongroise.
- Claudio Tolomei, humaniste, homme de lettres et diplomate italien.
- Argula von Grumbach, réformatrice et écrivaine bavaroise.
- Johann von Metzenhausen (en), archevêque-électeur de Trèves.
- Thomas White, commerçant anglais puis lord-maire de Londres.
- John Winram (en), religieux Écossais.
- Edward Wotton, médecin, naturaliste et zoologiste britannique.
- Xia (en), impératrice consort de la dynastie Ming, mariée à Ming Wuzong.
- Bartolomeo Zuccato (it), notaire et historien italien.

- Date précise inconnue :
- Francesco Beccaruzzi, peintre italien de l'école vénitienne († 1562).

dates incertaines
- 17 ou 18 novembre : Simone Pasqua, cardinal italien.
- 13 décembre 1491 ou 1492 : Martín d'Azpilcueta, canoniste et théologien basque-espagnol.
- entre 1492 et 1496 : Bernal Díaz del Castillo, conquistador qui participa à la conquête du Mexique.
- vers 1491-1492 : Anne de Poméranie, princesse polonaise.
- vers 1492 :
  - Benedetto Coda, peintre italien
  - Cristóbal Vaca de Castro, prêtre et juge royal d'Espagne.
  - Berchtold Haller (en), réformateur protestant allemand.
  - Antoine Héroët, poète français[1].
  - Nils Lykke (en), noble danois-norvégien.
  - Jovan Nenad (en), chef militaire Serbe, au service du  royaume de Hongrie.
  - Semiz Ahmed Pacha, homme d'État ottoman d'origine albanaise.
  - Richard Reynolds, moine de l'Ordre de Sainte-Brigitte,faisant partie du groupe des quarante martyrs d'Angleterre et de Galles, exécuté à Londres.

## Crédit d'auteurs
- Cet article est partiellement ou en totalité issu de l'article intitulé « 1492 » (voir la liste des auteurs).